# Siunjata

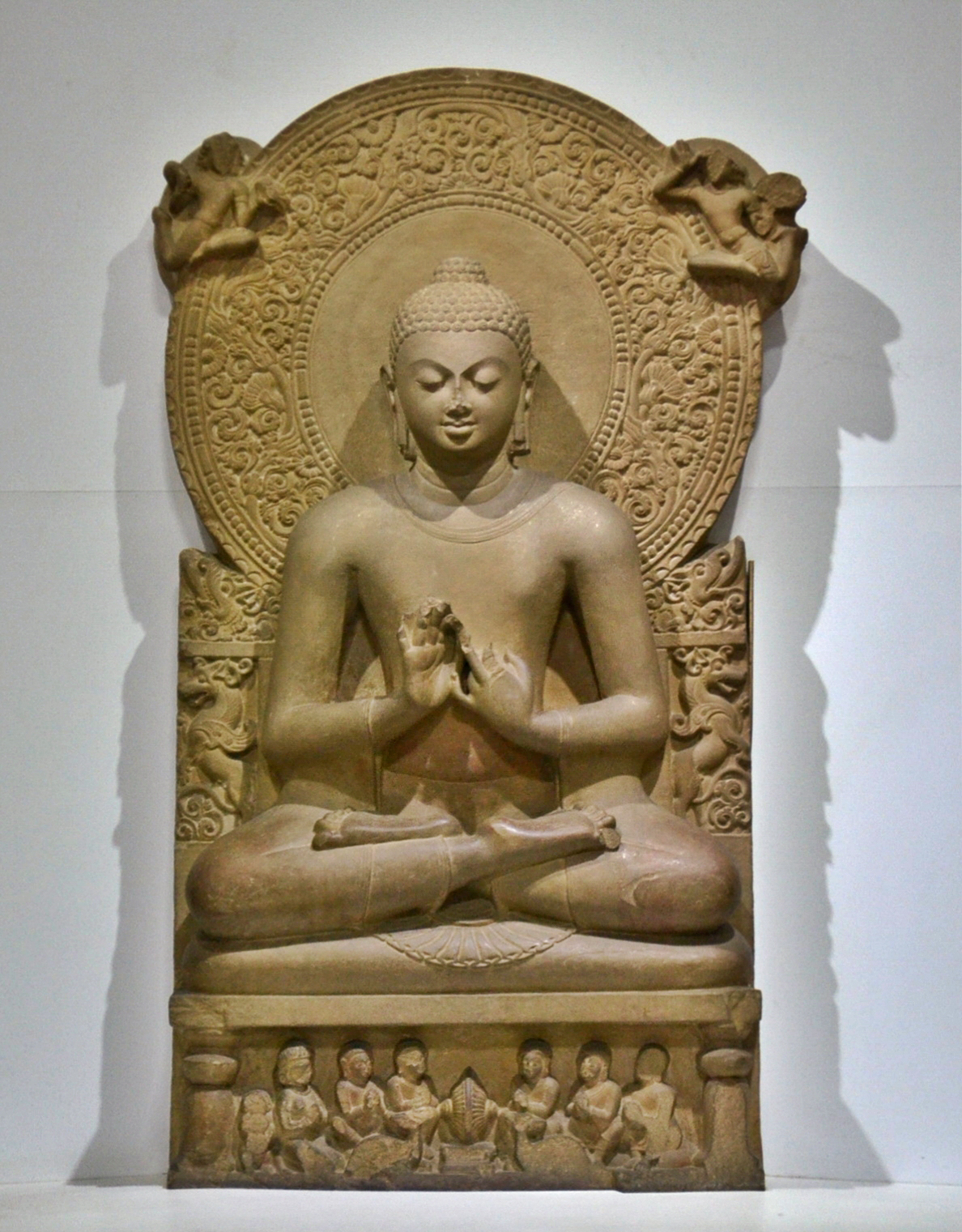
Posąg przedstawiający Buddę Siakjamuniego nauczającego siunjatę, Muzeum w Sarnath, Indie.

Siunjata (pāli. suññatā; sanskr. śūnyatā; शून्यता – pustka, pustość, niesubstancjalność; chiń. 空 kōng, kongxing 空性; kor. kong 공, kongsŏng; jap. kū, kūshō; wiet. không, không tính; tyb. stong pa nyid) – pojęcie występujące we wszystkich odłamach buddyzmu. Jest kluczowym pojęciem dla zrozumienia mahajany. Zgodnie z jej doktryną wszystkie rzeczy, czyli dharmy, są przejawieniami pozbawionymi realnego istnienia czy definitywnego nieistnienia. Szkoły buddyzmu wczesnego, na ogół przyjmowały istnienie dharm, takimi jakimi wydają się przejawiać, choć zakładały brak tożsamości „ja”. W theravadzie suññatā odnosi się do doktryny anatty, czyli niesubstancjalności wszystkich zjawisk jako pozbawionych „ja” i czegokolwiek, co należy do „ja”  . Niniejszy artykuł został napisany w całości z punktu widzenia buddyzmu mahajany.

## Etymologia
Słowo „pustka” lub „pustość” – w sanskrycie siunjata, to rzeczownik odprzymiotnikowy pochodzący od słowa siunja – „pozbawiony”, co w dokładnym tłumaczeniu oznacza „pozbawioność”. Słowo to sugeruje brak – brak cech, brak własnej natury. Stwierdzenie: „forma jest pustką” należy rozumieć następująco: rzeczy (zjawiska) nie posiadają swej własnej esencji, nie posiadają własnej natury. Natomiast zjawiska, które są puste, czyli pozbawione esencji, przejawiają się w różnorodny sposób, zależny od wielu czynników („pustka jest formą”). Pojawiają się one w określonych warunkach, trwają jakiś czas, następnie znikają. Istnieją jedynie we współzależny sposób – zależą od przyczyn i warunków, nie mają więc realnego bytu. Także dharmy, które według innych doktryn opisywane są jako istniejące rzeczywiście, zarówno te uwarunkowane – powstające i zaraz znikające, jak i nieuwarunkowane (nirwana), według systemu mahajany w swej esencji są tym samym. Ich prawdziwy byt transcenduje proces powstawania i znikania, a także współzależne bądź niezależne istnienie.
Poglądy na temat pustości zjawisk zawierają się w szczególności w tzw. drugim cyklu nauk lub drugim obrocie kołem dharmy Buddy Siakjamuniego. Nauki drugiego cyklu nazywane są też naukami o „braku cech”, czyli o „pustce wszystkich zjawisk”. Opierają się one na sutrach mahajany. Do najważniejszych tekstów Buddy, tworzących podstawę systemu filozoficznego należy zbiór sutr Pradżniaparamity, czyli sutr Doskonałości Mądrości.
Jak czytamy w Sutrze Serca Doskonałej Mądrości, której nauki stanowią esencję „Drugiego Obrotu Kołem Dharmy”:

... Forma jest pustką,

Pustka jest formą;

forma nie jest różna od pustki.

Pustka nie jest różna od formy.

W ten sposób odczuwanie,

postrzeganie, mentalne reakcje,

i świadomość są także puste.

## Siunjata w literaturze
Pojęcie siunjaty pojawiło się w literaturze Pradżniaparamity, potem zaś zostało skomentowane w tekstach Nagardżuny. Według niego samsara, jak i nirwana są nierealne, czyli puste. Pustka jest po prostu brakiem niezależnego istnienia wszelkich rzeczy i zjawisk. W Sutrze Serca powiedziano „Pustka jest formą a forma jest pustką”. W Sutrze Diamentowej stwierdza się, że „wszystkie rzeczy złożone są jak światło, znikający obraz, migotanie lampy oliwnej, złudzenie, kropla wody, marzenie senne i blask błyskawicy”. W mahajanie w późniejszym okresie rozwoju buddyzmu w Indiach rozróżniono dwa główne przekazy w których zawarte są nauki o siunjacie: przekaz Nagardżuny o madhjamace o „Środkowej Ścieżce” oraz przekaz Asangi o „naturze Buddy”.

## Pomyłki w interpretacji pojęcia
Przez ludzi zachodu pustka często mylnie rozumiana jako „pusta przestrzeń”, próżnia, nicość – przez co często odnoszono buddyzm do nihilizmu. Tymczasem w kontekście dharmy oznacza ona bezjaźniowość, bezesencjonalność, brak trwałej istoty rzeczy. Oznacza nietrwałą (pali. anicca) naturę wszystkich zjawisk. Zjawiska nie istnieją niezależnie, ale pojawiają się współzależnie od siebie jako skutki pewnych przyczyn. Przejawiają się, ale nie istnieją niezależnie i samowystarczalnie. Inaczej termin „pustka” oznacza brak własnej natury. Nie istnieje również oddzielnie od zjawisk ich obserwator, tj. jego oddzielna od wszystkiego indywidualność. Jest to wgląd we współzależne przejawianie się zjawisk, które prowadzi do mądrości wykraczającej poza zasłaniającymi ją wrażeniami istnienia i nieistnienia, poza wszelkimi skrajnościami takimi jak realizm i nihilizm lub optymizm i pesymizm, poza wszystkimi punktami odniesienia, takimi jak pojęcia „skrajności” i „środka poza skrajnościami”, czy takimi, które wynikają z dualizmu „subiekt-obiekt”.

## Tradycje nauk o siunjacie w buddyzmie tybetańskim
Buddyzm tybetański wyróżnia następujące tradycje nauk o siunjacie:
1. wajbaszika
2. sautrantika
3. czittamatra
4. madhjamaka

Tradycje te można traktować jako kolejne etapy w stopniowych medytacjach na tzw. „pustość” (siunjata) lub jako teorie wspomagające takie praktyki jak mahamudra, dzogczen i Tantry Jogi Najwyższej. Poszczególne doktryny nie wykluczają siebie nawzajem, ale się uzupełniają. Tradycje wajbaszika i sautrantika odnoszą się do nauk hinajany, a czittamatra i madhjamika do nauk mahajany.
Wajbaszika m.in. przedstawia pogląd o ostatecznej naturze z trwałych niepodzielnie istniejących jednostek (Wylie: rtag dngos) jako najmniejszych cząsteczek składowych rzeczywistości doświadczanej poprzez świadomość. Sautrantrika m.in. naucza, że to co przejawia się jako „zewnętrzna rzeczywistość” jest niczym innym tylko własną projekcją mentalną, niż faktycznym doświadczaniem „niepodzielnie istniejących cząsteczek” i w ten sposób tłumaczy jak możliwe jest doświadczanie, gdyż świadomość nie jest różna w naturze od jej mentalnego doświadczenia. Czittamatra naucza m.in. że nie ma oddzielnej od świadomości (lub jej projekcji według sautrantiki) „zewnętrznej rzeczywistości”, a wszystko ma ostatecznie naturę umysłu, który „samoświadomy i samorozświetlający się” jest wolny od dualizmu doświadczającego i doświadczanego. Madhjamaka jest tu najbardziej precyzyjną doktryną na temat natury rzeczywistości (siunjaty). Jest „środkową ścieżką” poza wszelkimi „skrajnościami” błędów popadnięcia w omylnie rozumiany stan „pustości” jako nicości (nihilizmu) oraz błędów eternalizmu (inherentnego, wrodzonego i niezależnego istnienia zjawisk). W tej doktrynie wszystko jest opisywane jako współzależne i przejawiające się pod wpływem odpowiednich dla siebie przyczyn i warunków. Na poziomie ostatecznego wglądu nie można w żadnych zjawiskach odnaleźć ich inherentnej, wrodzonej i niezależnej egzystencji, włączając m.in. inherentne istnienie umysłu doświadczającego, jak i doświadczanego (odpowiadającego teorii czittamatry) – co odpowiadało by skrajności eternalizmu, bądź oddziału świadomości od „zewnętrznego świata” (według teorii wajbasziki i sautrantiki) – co odpowiadało popadnięciu w skrajności nihilizmu, w którym mowa o nie podleganiu konsekwencjom własnych czynów.

## Tożsamość „ja” jako źródło powstawania cierpienia (dukkha)
Brak zrealizowania „pustości” (siunjata) tożsamości „ja” jest w buddyzmie główną przyczyną powstawania cierpienia (dukkha). Opisują to doktryny o naturze rzeczywistości w tak zwanej hinajanie, ujęcia zwanego też podejściem śrawaki, który zdolny jest do wyzwolenia samego siebie. Zrealizowanie „pustości” tożsamości „ja”, zwane anatmanem (język pali: anatta), związane jest z przekroczeniem splamień i nie podleganiem prawu przyczynowo-skutkowemu karma samsary, tj. osiągnięciu stanu nirwany, gdzie jest się wolnym od cierpienia (język pali: dukkha) i przyczyn cierpienia.
Indywidualna tożsamość „ja” jest przyczyną cierpienia w tym sensie, gdyż intuicyjnie wydaje się istnieć w relacji z pięcioma skupiskami (ciało, uczucia, percepcja, formacje mentalne i świadomość) jako obiekt cierpienia (język pali: dukkha). Według nauk buddyzmu jest to jednak tylko niejasne, nawykowe i błędnie przyjmowane przejawienie inherentnej tożsamości „ja”. Łatwo to wykazać poprzez wykazanie braku związku tej tożsamości z pięcioma skupiskami bądź zanegowanie podstawowych cech tej tożsamości:
- że jest pojedyncza,

zanegowane jest to, gdyż nie byłoby zagrożenia zniszczeniem przez samego siebie lub kogoś (czegoś) innego ze względu na brak wielości komponentów tego siebie (pojedynczość) oraz, gdyż takie „ja” nie odróżniałoby doświadczeń pomiędzy różnymi pięcioma skupiskami,
- że jest trwała nieprzerwanie istniejąca,

zanegowane jest to, gdyż nie byłoby obaw, że coś mogłoby się stać tej tożsamości w następnych momentach jej trwania, tym bardziej że wszystko się zmienia (pali. anicca), również pięć skupisk, nawet wiele razy w ciągu życia,
- że jest niezależna,

zanegowane jest to, gdyż nie byłoby obaw, że ta tożsamość „ja” mogłaby być zagrożona przez „innych” bądź nie musiałaby zależeć od otoczenia,
- tożsamość „ja” wydaje się posiadać ciało i pozostałe pięć skupisk (uczucia, percepcję, formacje mentalne i świadomość),

zanegowane jest to, gdyż posiadałoby się pięć skupisk oddzielnie od posiadającego „ja”, tak jak np. posiada się ubranie, które można później oddać komuś obcemu bez żadnych konsekwencji jeżeli się znudzi,
- tożsamość „ja” wydaje się być w całości pięcioma skupiskami,

zanegowane jest to, gdyż nie można by było naruszyć jakiejkolwiek części tej całości poprzez odjęcie czegoś z pięciu skupisk (np. utrata wzroku), aby tożsamość „ja” nadal trwała,
- tożsamość „ja” wydaje się być jakąś częścią spośród pięciu skupisk,

zanegowane jest to, gdyż można by było bez konsekwencji naruszać inne części pięciu skupisk, w których nie byłoby tej tożsamości „ja”, np. jeśli tożsamość „ja” byłaby tylko świadomością, można by było unieszkodliwić swoje ciało bez żadnego wpływu na owo „ja”.
Tym niemniej wykazanie braku tożsamości „ja” w buddyzmie nie oznacza, że nie ma żadnego związku pomiędzy pięcioma skupiskami. Podobnie jak to jest w przypadku jakichkolwiek innych zjawisk, relacje pomiędzy pięcioma skupiskami wydają się tylko konwencjonalnie przejawiać współzależnie pod wpływem odpowiednich dla nich przyczyn i warunków.

## „Pustość” (siunjata) istnienia zjawisk a doskonałe oświecenie
Zrealizowanie „pustości” (siunjata) wszystkich zjawisk oprócz doprowadzenia do wyzwolenia od cierpienia (dukkha) umożliwia w buddyzmie również osiągnięcie Doskonałego Oświecenia, kiedy przekroczone są zaciemnienia od niewiedzy. Opisują to doktryny o naturze rzeczywistości w tak zwanej mahajanie, ujęcia bodhisattwy, który szuka Doskonałego Oświecenia nie tylko dla samego siebie, ale przede wszystkim w celu pomocy w wyzwoleniu wszystkich czujących istot.
Zgodnie z poglądem madhjamaki, najwyższej doktryny o siunjacie w buddyzmie, wszystko jest współzależnie przejawiające (patrz np. Dwanaście ogniw współzależnego powstawania oraz prawo czynów karmicznych). Dowodzenie Nagardżuny (główny współtwórca madhjamaki, II w. n.e) zwane „Królem wszystkich argumentów” prezentuje pogląd madhjamaki:
Wszystko jest współzależne, w rozumieniu konwencjonalnym wszystkie zjawiska tworzą się i zanikają pod wpływem odpowiednich dla nich przyczyn i warunków, pomimo że na poziomie ostatecznego wglądu nie można w tych zjawiskach odnaleźć ich inherentnej, wrodzonej i niezależnej egzystencji, jednak, gdyż konwencjonalnie wydają się one tak pojawiać i zanikać, nie ma dlatego również totalnej pustości, jako nicości.
Uzupełnia to kolejne dowodzenie Nagardżuny zwane „Czterema Granicami (Limitami)”:
Zjawiska konwencjonalnie wydają się przejawiać, gdyż na poziomie ostatecznego wglądu nigdy nie powstały i nigdy nie znikną z powodu nieskończonej ilości niezbędnych do tego przyczyn i warunków. Jest niemożliwym by zaistniało kiedykolwiek jakiekolwiek zjawisko z powodu jednej tylko odseparowanej (tj. inherentnej, wrodzonej, niezależnej) przyczyny czy warunku bądź wielu takich przyczyn i warunków, gdyż w istocie było nieskończenie wiele współzależnych od siebie warunków i przyczyn (np. by zakwitł kwiat nie wystarczy tylko wilgotna gleba, lecz również choćby promienie słońca, które zależą nie tylko od zasłaniającego tę roślinę otoczenia, ale i od atmosfery ziemskiej, reakcji nuklearnych w słońcu, położenia układu słonecznego wzg galaktyki, która trwa już wiele miliardów lat itd.). Podobnie można udowodnić, że jest niemożliwym by owo zjawisko kiedykolwiek w podobny sposób zanikło z powodu jakiekolwiek odseparowanego rezultatu bądź wielu takich rezultatów.
Ponadto istnieje wiele innych dowodzeń, które umożliwiają obalanie wszelkich „skrajności” innych systemów buddyjskich bądź niebuddyjskich, np. przyjmujących błędy czterech rodzajów (inherentnie wrodzonego) powstawania (powstawania z siebie, z czegoś innego, z tych obu, z żadnych z nich) opisanych w dowodzeniu „Wadżra-iskier” Nagardżuny. Zebrane są one np. w „Fundamentalnych Wersach o Madhjamace” (sanskryt: Prajñanamamulamadhyamakakarika), „Polemice na Zarzuty” (sanskryt: Vigrahavyavartanıkarika) i „Siedemdziesięciu Strofach o Pustości” (sanskryt: Yuktisastika) Nagardżuny, w „Wykładni Środkowej Drogi” (sanskryt: Madhyamakavatara) Czandrakirtiego oraz w „Iluminacji Ornamentu Niezkazitelnej Realizacji” (sanskryt: Abhisamayalankaraloka) Haribhadry.
Madhjamaka tłumaczy jak konwencjonalnie jakiekolwiek zjawisko wyodrębniane jest jako istniejące niezależne. Przytacza się m.in. przykład kwiatu. Pomimo że takie zjawisko, które identyfikujemy konceptualnie jako kwiat, można ujrzeć i zerwać, jednak ostatecznie nie jest to „kwiat” jako taki, ale niepowtarzalne zjawisko, składające się z niepoliczalnych części, całkowicie współzależne od swego otoczenia oraz całkowicie różne od pozostałych „kwiatów”. Ze względu na niewystarczalność wszelkich konceptualnych założeń na temat zjawisk dowodzi się, że pełne zrozumienie zjawisk, tj. siunjata, możliwe jest tylko poza konceptualnymi wytworami. Dotyczy to również wyodrębniania indywidualnej tożsamości „ja” na tle pięciu skupisk. Śrawakowie (hinajany) realizują brak tożsamości „ja” dopóty nie zostaną usunięte ich splamienia umysłu. Kiedy ich splamienia są usunięte, osiągają stan wyzwolenia „bez powrotu” po całkowitym wygaśnięciu pięciu skupisk z cyklu narodzin w samsarze. Tymczasem bodhisattwowie (mahajany), w przeciwieństwie do śrawaków kontynuują dalszy rozwój, aż do stanu trzech ciał Buddy, by być dalej użytecznymi dla czujących istot.
Madhjamaka to „Droga Środka”, która udowadnia, że teoria „pustości” przekracza błędy wszystkich skrajnych poglądów, takich jak np. nihilizm (że nic nie istnieje i nie podlega się żadnym konsekwencjom swoich czynów) oraz eternalizm (wszystko istnieje, tak jak się wydaje być, jako z góry ustalone, realne w sposób inherentny i niezmienny oraz nie ma możliwości osiągnięcia „transcendencji” np. wyobrażenie doskonałości jako nieosiągalnego absolutu).
„Pustość” należy więc traktować jako niczym „nieograniczoną przestrzeń” dla rozwoju wszystkich doskonałych cech, aby rozwijać zdolność pomocy sobie i innym (sanskryt. bodhiczitta) oraz dla usunięcia wszystkich błędów, np. zaciemnień od niewiedzy.
Gdyby zjawiska były inherentne i niezależne z trwale wrodzonymi i nie mogącymi się już zmienić cechami, nie podlegałyby zmianom, a wszystko byłoby już z góry ustalone i przeznaczone. Jednakże teoria o „pustości” neguje inherentność zjawisk i ukazuje, że współzależność zjawisk obejmuje wszystko całkowicie. Każda więc czująca istota według tego ujęcia ma nieograniczone możliwości rozwoju nawet aż do poziomu Doskonałego Oświecenia według buddyzmu.
Nagardżuna to wyjaśnia w dziele „Polemika z zarzutami” (ang.: The Rebuttal of Objections, sanskryt: Vigrahavyavartanıkarika):
Dla tych, którym pustość jest możliwa,
Wszystko jest możliwe.
Dla tych, którym pustość nie jest możliwa,
Nic nie jest możliwe.

## Natura Buddy a „pustość”
Każda nauka lub praktyka, która sprzeczna jest z właściwym zrozumieniem „pustości” siunjata (istnienia tożsamości „ja” bądź zjawisk) nie może być zgodna z naukami buddyzmu, a jeżeli sprzeczna jest z postawą bodhiczitta, nie zalicza się do mahajany. W mahajanie bodhisattwa w celu rozwoju tych cech kultywuje Sześć Paramit, zbierając nagromadzenie zasługi i mądrości, niezbędne aby osiągnąć oświecenie, tj. trzy ciała Buddy, co zajmuje czas trzech niezliczonych okresów (skt. kalpa). Również wadżrajana umożliwia to bodhisattwie za pomocą unikatowych dla siebie metod.
W mahajanie istnieją dwie tradycje nauk odnoszących się do natury rzeczywistości tzw. siunjaty. Pierwsza tradycja związana jest z przekazem Nagardżuny o madhjamace o „Środkowej Ścieżce”. Druga tradycja związana jest z przekazem Asangi o „naturze Buddy”, przekazem na którym później oparto nauki czittamatry. W praktyce wadżrajany jednak główny nacisk kładzie się na nauki o naturze Buddy, w celu zrealizowania bezpośrednio doskonałej obecności poza wszelkimi konceptualnymi wyobrażeniami, zwanej Przejrzyste Światło, stanu, który określany jest niekiedy jako absolutnie istniejący. Dziamgon Kongtrul Lodro Thaje w encyklopediach buddyzmu definiuje:
„to co nazwane jest „samsarą” i „nirwaną” jedynie jest z perspektywy zjawisk wydających się (tylko) przejawiać (w zgodzie z poglądem madhjamaki). Inherentna, wrodzona natura ich obu to Przejrzyste Światło wolne od (konceptualnych) wytworów, które powiada się, że jest naturą buddy (Wylie. bde bar gshegs pa’i snying po, sanskryt. sugatagarbha)”.
Pomimo tego buddyzm, choć zawiera wiele pozornie sprzecznych ze sobą nauk, tak naprawdę ich nie ma. Mówią o tym np. nauki Lamrim. Istniejące obecnie różne tradycje, w tym wajbaszikę, sautrantikę, czittamatrę, madhjamakę, można traktować jako kolejne etapy w stopniowych medytacjach na zrozumienie tzw. „pustości” (siunjata) oraz na naturę buddy. Można wykazać, że przekaz Nagardżuny o „Środkowej Ścieżce” to podejście przybliżające ku naturze rzeczywistości przez wyeliminowanie wszystkiego tego, co nią nie jest, tzn. wszystkich niewłaściwych „skrajnych” poglądów i praktyk, kierując się głównie analitycznym wnioskowaniem. Przekaz Asangi o „naturze Buddy” to podejście pomagające za to opisać naturę rzeczywistości taką jaką powinna ona być, pomimo że należy ją doświadczyć „poza słowami” przez praktykę. Tym niemniej, że przekaz Nagardżuny wydaje się być bardziej precyzyjny niż Asangi, oba te przekazy bezsprzecznie się wspomagają tworząc jedną kompleksową całość. Więcej czytaj w artykule czittamatra.

## Praktyka w celu zrealizowania siunjaty
Należy zaznaczyć, że nauki o siunjacie nie dotyczą jedynie intelektualnych spekulacji, ale podkreślają potrzebę bezpośredniego wglądu „poza słowami” tzw. poza-konceptualnej mądrości np. poprzez odpowiednią praktykę, która bazuje również na powyższych analitycznych dowodzeniach. W buddyzmie owa praktyka dzieli się na dwie części: śamatha – jednoupunktowioną skupioną uważność, vipassana – analityczne poznawanie w celu rozwinięcia wglądu jak przejawiają się zjawiska. Jeżeli jedynie praktykuje się jednoupunktowioną skupioną uważność tylko na jakimś użytecznym dla praktyki obiekcie, nie będzie odpowiednich przyczyn, aby rozwinąć wgląd mądrości w zjawiska przejawiające się jako samsara w celu wyzwolenia od cierpień i niewiedzy. Jeżeli jedynie praktykuje się analityczne rozważania, nie będzie możliwe, aby powstały z tych analiz „przebłysk” wglądu mógł stabilnie spoczywać, ponieważ umysł będzie rozpraszany strumieniem swobodnie pędzących myśli.
Praktyka służy temu, aby rozwijać skupioną uważność w jedności z analitycznym poznawaniem. Po tym jak na jakiś czas odetnie się rozproszenie spowodowane pędzącymi myślami, umysł się uspokaja na tyle, aby analitycznie poznawać konkretnie przyjęty obiekt analizy. Każdy obiekt analizy winien być jasno zlokalizowany np. w przypadku obrania tożsamości „ja” należy dokładnie zidentyfikować, co i jak doświadczamy jako owo „ja”. Jeżeli nastąpi wytrącenie uwagi z takiego obiektu vipassany, należy powrócić do śamathy, skupienia tylko na tym obiekcie bez analizy, aż umysł się uspokoi i będzie gotowy do ponownych analiz. Jeżeli praktyka jedności owych obu nie może być już kontynuowana, należy zakończyć sesję praktyki ze zrozumieniem, które będzie kontynuowane pomiędzy formalnymi sesjami, że zjawiska będą się przejawiać tylko konwencjonalnie, pomimo że w czasie formalnych sesji rozwija się zrozumienie o braku ich wrodzonej samej z siebie natury. Jeżeli pod wpływem analitycznego rozważania nastąpi w końcu w czasie formalnej sesji „przebłysk” pewności na temat ostatecznego braku przejawienia danego zjawiska (konkretnego obiektu analizy), należy spoczywać w tej pewności siłą śamathy bez potrzeby dalszych analitycznych rozważań. Następne sesje medytacyjne co do tego danego obiektu będą jedynie powrotem do tej pewności. Tradycyjne teksty podają tu przykład: to tak jak by się rozpoznało w czasie spaceru, że leżący kij nie jest wężem, choć wydawał się nim z daleka, i nie trzeba już rozważać czy to wąż, czy nie, a następnym razem od razu będzie to jasne z odległości.
Indyjski pandita Kamalaśila (z Instytutu Nalanda, 713–763 r. n.e.) w swoim dziele „Etapy medytacji” (sanskryt. Bhavanakrama) o praktykach śamatha i vipassana pisze:
Na początku powinno się praktykować śamathę przez moment. Kiedy rozproszenie zewnętrznymi zjawiskami uspokoi się, przebywa się w stanie umysłu łatwym do prowadzenia oraz radosnym dla kontynuowania i skupienia do wewnątrz. To jest śamathą. Kiedy skupiając umysł poprzez śamathę analizuje się ten właśnie umysł, to jest vipassaną”.
Celem medytacji jest pozakonceptualna mądrość prowadząca do nirwany. Mądrość owa wywodzi się z pewności wynikłej z doskonałej jedności śamathy i vipassany, tak że więcej już nie ma potrzeby podziału pomiędzy czasem formalnych sesji i czasu między tymi sesjami. Kamalaśila w „Etapach medytacji” podkreśla, że owa pozakonceptualna mądrość posiada przejrzystą obecność bez dualistycznego rozróżniania pomiędzy doświadczanymi zjawiskami a doświadczającym, w przeciwieństwie do stanu umysłu gdzie jest brak mentalnych aktywności, jak np. w czasie omdlenia. Mądrość ta pozostaje poza wszelkimi odniesieniami pochodzącymi z analiz nie dając żadnej podstawy by potrzebne było kontynuować praktykę.
Śantidewa (z Instytutu Nalanda, VIII w. n.e) w swoim dziele Bodhicarya-avatara (Przewodnik po Ścieżce Bodhisattwy) pisze:
„Kiedy prowadziło się analizę tego, co było analizowane,
Owa analiza nie pozostawia żadnej podstawy,
Ze względy na brak owej podstawy, analiza nie jest kontynuowana.
To jest przedstawiane jako nirwana”.
Pojęcie nirwany można odnieść do nauk nieistniejących już szkół hinajany, gdzie osiąga się stan śrawaki, który po swojej śmierci, czyli całkowitym wygaśnięciu pięciu skupisk, osiąga stan wyzwolenia z cyklu narodzin w samsarze, oraz do nauk mahajany, gdzie osiąga się stan buddy jako trzy ciała Buddy posiadające pięć mądrości (mądrość wszechprzenikającą, podobną zwierciadłu, równości, rozróżniającą i mądrość dharmathatu) .
Obecnie w buddyzmie występuje wiele odmiennych technik w stosowaniu śamathy i vipassany.
W therawadzie śamatha i vipassana są głównymi praktykami. Podobnie jest w tybetańskiej mahamudrze sutr. W buddyzmie zen są one w ramach praktyki zazen. W wadżrajanie w ramach praktyki jidama, np. w shingon. W szczególności w buddyzmie tybetańskim praktykuje się fazę spełniającą, gdzie poprzez wizualizacje – siłą śamathy – subtelnej sieci kanałów, wiatrów i esencji poruszającymi się we własnym ciele, „wypracowywuje się” sobie (w sześciu etapach według tantry Guhjasamadża) – co odpowiada vipassanie – dostęp do najbardziej subtelnego pozakonceptualnego stanu natury umysłu „Przejrzyste Światło”. W dzogczen natomiast od samego początku jest bezpośrednie wprowadzenie w rigpę przez mistrza, choć pewne elementy śamathy i vipassany stosowane są w praktykach przygotowawczych zwanych korde ruszen (Wylie: 'khor 'das ru shan), jak i w sposobach integracji z rozpoznaną już rigpą w trekciö (Wylie: khregs-chod) i tögal (Wylie: thod-rgal).

## „Pustość” a fizyka kwantowa
Również bliskie „zachodniemu”, konceptualizującemu podejściu do rzeczywistości są próby rzutowania pojęcia buddyjskiej pustości na grunt fizyki kwantowej i tłumaczenia przy pomocy analogii.
„Kiedy fizycy mówią o polu kwantowym, zazwyczaj zawiera to całkowicie przestrzeń i jakąś energię, nawet nie cząstki. Oni mogą mówić o „cząstkach”, jednak ten termin nie dotyczy jakiegoś rodzaju substancji, po prostu to statystyczne prawdopodobieństwo zależności. To jest bardzo podobne do tego co określa „pustość”, wykazując, że nie ma pojedynczego zjawiska (ang. phenomenon) jakiegokolwiek istniejącego niezależnie tylko w sobie. Opis „pola kwantowego” jest bardzo podobny to tego, co opisuje formuła z Sutry Serca „Forma jest pustką. Pustka jest formą. Pustka nie jest niczym innym jak formą, i forma nie jest niczym innym jak pustką”. Wszystko jest współzależne i ciągle zmienne w każdym momencie, jednak całkowicie nieuchwytne”.
Współcześni buddyjscy mistrzowie nauczają siunjaty przywołując tradycyjne teksty. Tak jak to by było za czasów Nagardżuny, przywołują anachronizmy, typu porównania pustości do przestrzeni. Obecnie takie porównania tracą wiarygodność w świetle odkryć fizyki kwantowej. Przestrzeń nie jest bowiem pusta, ale wszędzie wypełniona fluktuacjami kwantowymi, zgodnie z zasadą nieoznaczoności Heisenberga, gdzie wszelkie pola przynajmniej w minimalnym stopniu powinny być losowe.
Najbardziej uznana doktryna, zwana prasangiką, jest systemem stosowania strategii „ad absurdum” w zależności, jak wyprowadzać oponenta z błędów, jednocześnie samemu nim nie podlegając. Nie ma w tym żadnego uchybienia. Tym niemniej same przykłady stosowania z tradycyjnych tekstów są nieaktualne, już niewystarczające. Argumenty Nagardżuny, te o „cząstkach”, aby ustanowić ostatecznie ich pustość, wykazują tylko to, że zakładał, tak jak mu ówcześni, że istnieją cząstki (materii świata) konwencjonalnie. Obecnie należy więcej oczekiwać, chociażby na podstawie podręczników fizyki kwantowej o naturze tylko falowej tzw. materii.

## Literatura
- Buddyjska filozofia pustki, Artur Przybysławski, Wydawnictwo Uniwersytetu Wrocławskiego, Wrocław 2009
- Tathagatagarbha. U źródeł koncepcji natury buddy, Jarosław Zapart, Wydawnictwo Uniwersytetu Jagiellońskiego, 2017, ISBN 978-83-233-4342-4.
- Pustka innego, Jolanta Gablankowska-Kukucz, Wydawnictwo „A”, Kraków, 2004
- Filozofia pradżniaparamita, Wiesław Kurpiewski, Wydawnictwo „A”, Kraków, 2006
- Nieskończoność w jednej dłoni, Matthieu Ricard & Trinh Xuan Thuan, Wydawnictwo KOS, Katowice, 2004
- Mnich i filozof, Matthieu Ricard & Jean-Francois Revel, Biuro Informacji Gospodarczej Sp. z o.o., Szczecin, 1999
- Buddyjska Nauka o Całości Istnienia, Garma C.C. Chang, Wydawnictwo „A”, Kraków, 1999